# Хризостом (Карагунис)
Епи́скоп Хризосто́м (греч. Επίσκοπος Χρυσόστομος, в миру Гео́ргиос Карагу́нис, греч. Γεώργιος Καραγκούνης; 25 марта 1960, деревня Тифорея, ном Фтиотида, Греция — 1 мая 2021, Мапуту, Мозамбик) — епископ Александрийской православной церкви, епископ Мозамбикский.

## Биография
Окончил духовную семинарию в Ламии, Высшую церковную школу в Афинах, Богословскую школу Афинского университета.
В 1983 году был рукоположен во диакона, а в 1986 году — во пресвитера, после чего служил приходским священником, настоятелем, проповедником и катехизатором во Фтиотидской митрополии. Отстроил новую благолепную церковь святого Пантелеимона в Перистери.
10 сентября 2005 года перешёл в клир Триполийской митрополии Александрийской православной церкви и был назначен настоятелем Храма святого Георгия в Триполи, Ливия, а также протосингелом Триполийской митрополии.
В ноябре 2008 года был переведён в Каир настоятелем Константино-Еленинской церкви и игуменом Монастыря святого Георгия в Старом Каире.
21 мая 2011 года во после богослужения в Константино-Еленинской церкви Патриарх Феодор II особо отметил его труды.
В мае 2013 году возвратился в Ливию, где вновь назначен протосингелом Триполийской митрополии.
26 ноября 2014 года решением Священного Синода Александрийской Православной Церкви, по предложению Папы и Патриарха Александрийского и всей Африки Феодора II, был избран титулярным епископом Вереникским.
6 декабря того же года в Патриаршем храме святого Николая в Каире хиротонисан во титулярного епископа Вереникского. Хиротонию совершили: Патриарх Александрийский и всей Африки Феодор II, митрополит Триполийский Феофилакт (Дзумеркас), митрополит Ермопольский Николай (Антониу), митрополит Леонтопольский Гавриил (Равтопулос), митрополит Мемфисский Никодим (Приангелос) и митрополит Пилусийский Нифон (Цаварис).
24 ноября 2015 года решением Священного Синода был назначен епископом Мозамбикским.
12 сентября 2019 епископ Хризостом стал первым архиереем Александрийского патриархата, который сослужил с иерархами Православной церкви Украины. Он принял участие в богослужении в селе Осса близ Салоник, которое возглавил митрополит Триккский и Стагонский Хризостом (Насис). Ему сослужили: митрополит Лангадаский, Литийский и Рендинский Иоанн (Тассьяс), архиепископ Житомирский и Полесский Владимир (Шлапак) и епископ Фермский Димитрий (Грольос)
Был найден в своём доме в Мапуту в тяжёлом состоянии и доставлен в больницу, где положен в реанимацию с высоким давлением. 1 мая 2021 года в полдень он скончался от отёка легких.